# Edgbaston
Edgbaston är ett område i södra delen av Birmingham, i unparished area Birmingham, i distriktet Birmingham, i grevskapet West Midlands, i England. Här ligger bland annat University of Birmingham samt Edgbaston cricket ground.
Edgbaston var en civil parish fram till 1912 när blev den en del av Birmingham. Civil parish hade 26 398 invånare år 1911. Byn nämndes i Domedagsboken (Domesday Book) år 1086, och kallades då Celboldestone.